# Augusta Rainha dos Céus

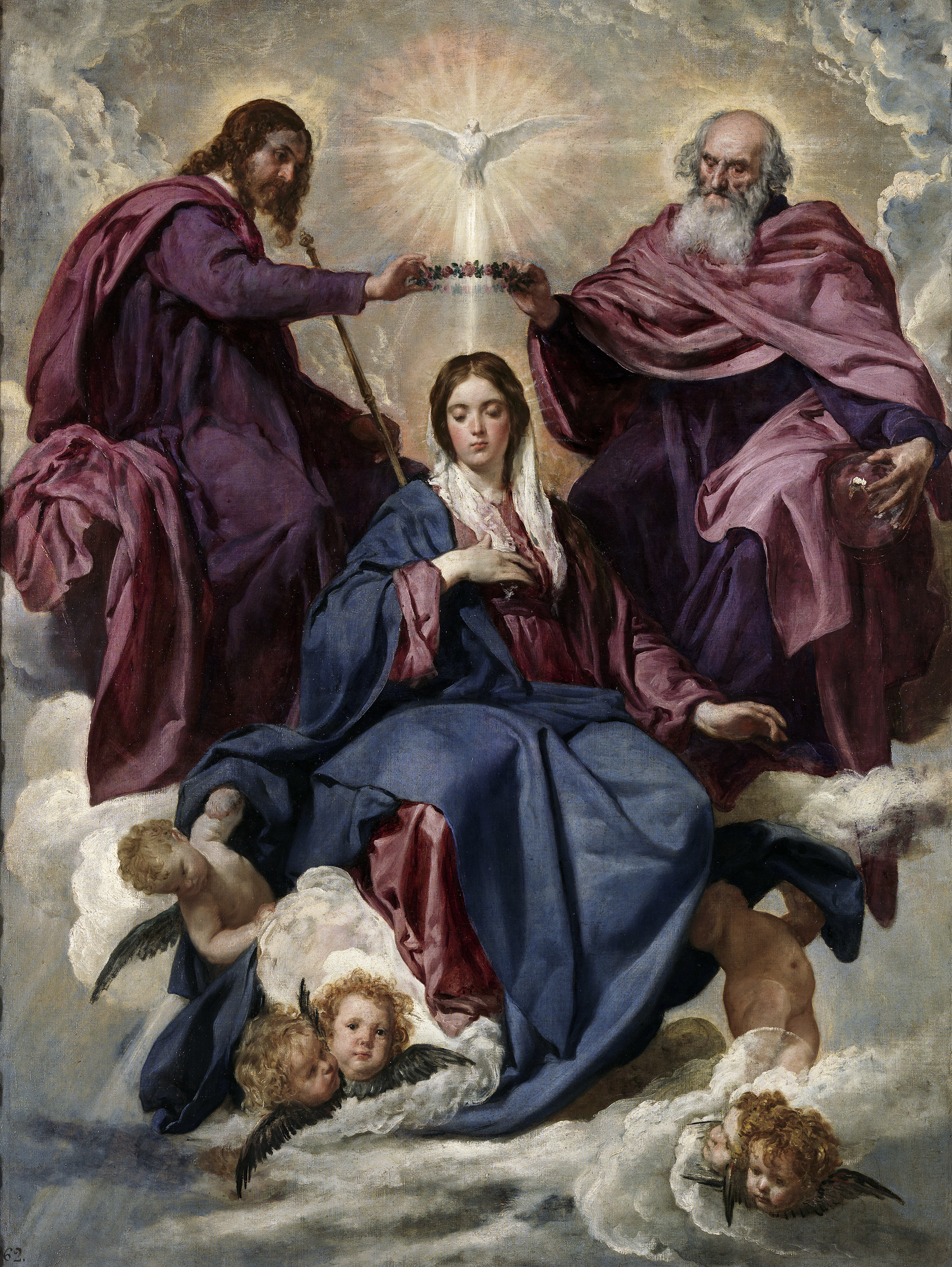
Diego Velázquez - Coronation of the Virgin

"Augusta Rainha dos Céus" são as primeiras palavras de uma oração católica. O primeiro divulgador desta oração, o Beato Luís-Eduardo Cestac (em francês: Louis-Édouard Cestac; 6 de janeiro de 1801 - 27 de março de 1868) que foi um padre católico romano francês, vigário da catedral de Bayonne, nos Pirenéus Atlânticos, na França, e, ao lado de sua irmã Marie-Louise-Élise, co-fundou a congregação das Servas de Maria de Anglet.
Esta oração foi indulgenciada pelo Papa São Pio X no dia 8 de julho de 1908.

## História
Os biógrafos do Beato Padre Cestac, contam que no dia 13 de Janeiro de 1864, ele foi subitamente atingido por um raio da luz divina. Viu demônios espalhados por toda a terra, causando uma imensa confusão. Ao mesmo tempo, ele teve uma visão da Virgem Maria. Nossa Senhora lhe revelou que realmente o poder dos demônios fora desencadeado em todo o mundo e que então, mais do que nunca, era necessário rezar à Rainha dos Anjos e pedir a ela que enviasse as legiões dos santos anjos para combater e derrotar os poderes do inferno.
“Minha Mãe", disse o padre, “vós sois tão bondosa, por que então não enviais por vós mesma estes anjos, sem que ninguém vos peça?"
“Não", respondeu a Santíssima Virgem, “a oração é uma condição estabelecida pelo próprio Deus para a obter esta graça."
“Então, Mãe santíssima – disse o sacerdote – ensinai-me como quereis que se vos peça!"
Foi então que o Bem-aventurado Luís-Eduardo Cestac recebeu a oração “Augusta Rainha dos céus". “Meu primeiro dever – disse ele – era apresentar esta oração a Monsenhor La Croix, bispo de Bayonne, que se dignou a aprová-la. Cumprido este dever, fiz imprimir 500.000 cópias, e providenciei que fossem distribuídas em todos os lugares. (...) Não devemos esquecer que, da primeira vez que as imprimimos, a máquina impressora chegou a quebrar duas vezes".

## Texto da oração

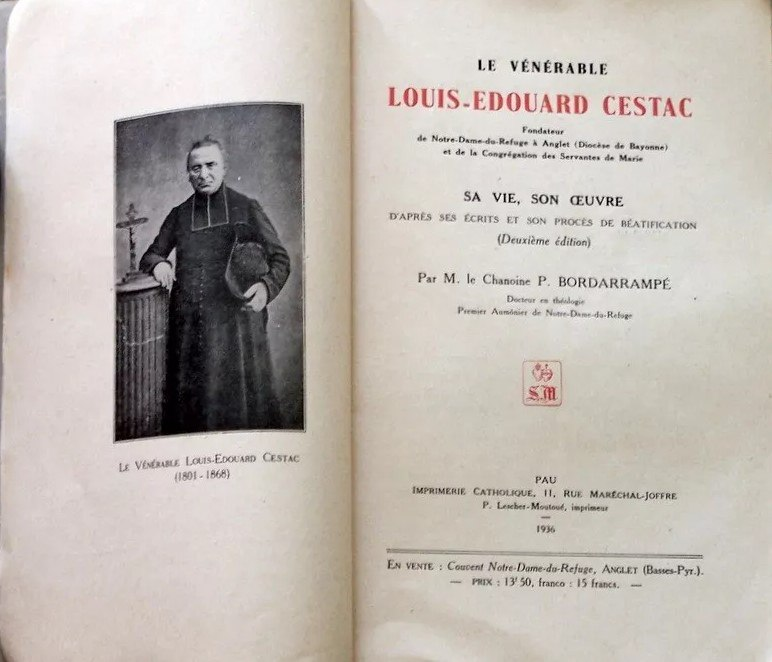
Livro "O Venerável Louis-Édouard Cestac - Sua vida, sua obra".

Oração revelada ao Bem-aventurado Padre Louis-Edouard Cestac
Recomenda-se aprender de cor.

Versão Original em Francês:

Auguste Reine des cieux, souveraine maîtresse des Anges, Vous qui, dès le commencement, avez reçu de Dieu le pouvoir et la mission d'écraser la tête de Satan, Nous vous le demandons humblement, Envoyez vos légions célestes pour que, sous vos ordres, et par votre puissance, Elles poursuivent les démons, les combattent partout, Répriment leur audace, et les refoulent dans l'abîme. Qui est comme Dieu? O bonne et tendre mère, Vous serez toujours notre Amour et notre espérance. O Divine Mère, Envoyez les Saints Anges pour nous défendre, Et repoussez loin de nous le cruel ennemi. Saints Anges et Archanges, Défendez nous, gardez nous.

Versão em Português:

Augusta Rainha dos céus, soberana mestra dos Anjos, Vós que, desde o princípio, recebestes de Deus o poder e a missão de esmagar a cabeça de Satanás, Nós vo-lo pedimos humildemente, Enviai vossas legiões celestes para que, sob vossas ordens, e por vosso poder, Elas persigam os demônios, combatendo-os por toda a parte, Reprimindo-lhes a insolência, e lançando-os no abismo. Quem é como Deus? Ó Mãe de bondade e ternura, Vós sereis sempre o nosso Amor e a nossa esperança. Ó Mãe Divina, Enviai os Santos Anjos para nos defenderem, E repeli para longe de nós o cruel inimigo. Santos Anjos e Arcanjos, Defendei-nos e guardai-nos. Amém.

Versão em Latim:

Augusta Regina coelorum, Superana Domina Angelorum, quae ab initio a Deo recepisti potentiam et missionem ad caput satanae conterendum, supplices deprecamur te mittere tuas legiones sanctas, ut te imperante et potentia tua, ubique persequantur daemonia et confligant ea, deprimant audacitatem et expellant ea in abysso. Quis ut Deus? O bona et tenera Mater, semper amor et spes nostra eris. O Mater divina, mitte Sanctos Angelos tuos ad nos defendendos et longe hostem efferum expellendum. Sancti Angeli et Archangeli, defendite et custodite nos. Amen.